# Панков Рудольф Миколайович
Рудольф Миколайович Панков (рос. Рудольф Николаевич Панков; 17 вересня 1937, Наро-Фомінськ, Московська область, РРФСР, СРСР — 18 квітня 2025, Видне, Московська область, Росія) — радянський і російський актор кіно та дубляжу.

## Біографія
Народився 17 вересня 1937 року у місті Наро-Фомінськ Московської області.
У 1961 році закінчив ВДІК (курс О. І. Пижової).
Брав участь у дублюванні та озвученні зарубіжних фільмів та серіалів російською мовою, зокрема: голос Адріано Челентано і Девіда Суше — знаменитого Еркюля Пуаро з англійського телесеріалу. Також голосом Рудольфа Миколайовича говорили герої стрічки «Термінатор-2. Судний день» та інших, в тому числі фільм «Гладіатор» (2000).

### Хвороба та смерть
За останні 17 років життя переніс 5 інсультів.
Помер 18 квітня 2025 року у віці 87 років у Видному Московської області. Причина смерті — наслідки кількох інсультів, ускладнені деменцією.